# Amegilla nigropilosa
Amegilla nigropilosa är en biart som först beskrevs av Heinrich Friese 1896.  Amegilla nigropilosa ingår i släktet Amegilla och familjen långtungebin. Inga underarter finns listade i Catalogue of Life.